# Viridigona amazonica
Viridigona amazonica är en tvåvingeart som beskrevs av Stefan Naglis 2003. Viridigona amazonica ingår i släktet Viridigona och familjen styltflugor. Inga underarter finns listade i Catalogue of Life.